# Pertusaria vulpina
Pertusaria vulpina är en lavart som beskrevs av A. W. Archer. Pertusaria vulpina ingår i släktet Pertusaria och familjen Pertusariaceae.   Inga underarter finns listade i Catalogue of Life.